# Lichenopora truncata
Lichenopora truncata is een mosdiertjessoort uit de familie van de Lichenoporidae. De wetenschappelijke naam van de soort is voor het eerst geldig gepubliceerd in 1900 door Philipps.